# Argia mishuyaca
Argia mishuyaca là một loài chuồn chuồn kim trong họ Coenagrionidae.
Argia mishuyaca được miêu tả khoa học năm 1946 bởi Fraser.